# Lucas Kim Woon-hoe
Lucas Kim Woon-hoe (Un-hoe) (ur. 18 października 1944 w Seulu) – koreański duchowny katolicki, biskup Chuncheon oraz administrator apostolski Hamhŭng w latach 2010–2020.

## Życiorys
Święcenia kapłańskie przyjął 8 grudnia 1973 i został inkardynowany do archidiecezji seulskiej. Po święceniach został skierowany do Wyższej Szkoły Duksung w Seulu i został prezesem katolickiego stowarzyszenia studentów seulskich. W latach 1982–1989 był proboszczem w parafiach koreańskiej stolicy, a następnie został urzędnikiem miejscowej kurii, gdzie odpowiadał m.in. za duszpasterstwo powołań, formację kapłańską oraz edukację. W 1995 został przełożonym Wyższej Szkoły Duksung.

### Episkopat
12 października 2002 papież Jan Paweł II mianował go biskupem pomocniczym Seulu i biskupem tytularnym Vadesi. Sakry biskupiej udzielił mu 21 listopada tegoż roku ówczesny arcybiskup Seulu, Nicholas Cheong Jin-suk.
28 stycznia 2010 został prekonizowany biskupem Chuncheon. Ingres odbył się 25 marca 2010. 
21 listopada 2020 papież Franciszek przyjął jego rezygnację z pełnionej funkcji.
W 2012 został wybrany szefem koreańskiej Caritas.